# GNU Pascal
GNU Pascal (GPC) là một trình biên dịch Pascal được dùng như một frontend của GCC, giống như cách Fortran và các ngôn ngữ khác được thêm vào GCC. GNU Pascal tương thích với ISO 7185, và nó củng cố phần lớn chuẩn mở rộng Pascal ISO 10206 Extended (theo sách dẫn).
Lợi ích của GNU Pascal là dựa trên GCC nên nó có thể khả chuyển sang bất kỳ nền tảng nào có hỗ trợ GCC.